# La notte è un pazzo con le mêches
La notte è un pazzo con le mêches è un album dal vivo del cantautore italiano Sergio Caputo, pubblicato nel 2009 dall'etichetta discografica Alcatraz Moon.

## Descrizione
L'album, considerato un "bootleg d'autore", offre una selezione di tredici tracce che ripercorrono la carriera del cantautore italiano, è stato pubblicato su iTunes nel luglio 2009 e distribuito su Amazon.com o  venduto al pubblico dei concerti del cantautore.
La dicitura "bootleg d'autore" è riportata anche sulla copertina del CD.
Il disco è stato presentato nel corso di una tournée tenutasi nel 2010 che ha toccato numerosi teatri e club in tutta Italia. 
Nel 2011 il tour è proseguito con nuove date in Italia e all'estero.
La notte è un pazzo con le mêches è il secondo album dal vivo pubblicato dal cantautore romano, pubblicato a 22 anni di distanza dal precedente Ne approfitto per fare un po' di musica.
Il titolo riprende un verso del brano  Anche i detective piangono, tratto dall'album Storie di whisky andati.

## Tracce
CD (Alcatraz Moon, AD100)
Testi e musiche di Sergio Caputo.
1. Baygon Street n.1 – 5:07
2. Ma che amico sei – 5:22
3. Io e Rino – 4:00
4. Brioche cappuccino – 3:17
5. Blu elettrico – 4:55
6. L'astronave che arriva – 6:23
7. Il Garibaldi innamorato – 6:24
8. Italiani mambo – 4:08
9. Spicchio di Luna – 6:12
10. Bibidin-babidin-bibidi-boom – 3:40
11. Un sabato italiano – 3:49
12. Bimba se sapessi – 4:13
13. Mercy Bocù – 5:17

Durata totale: 62:47
- durata canzoni[4]

## Formazione
- Sergio Caputo: voce, chitarra
- Paolo Vianello: pianoforte, tastiere
- Mauro Beggio: batteria
- Edu Hebling: basso, seconda voce
- Giulio Visibelli: sax tenore, sax soprano, flauto